# República de Estonia (1918-1940)
Estonia durante el período de entreguerras (en estonio: Esimene Eesti Vabariik) fue una nación que existió desde el 24 de febrero de 1918 hasta el verano de 1940. La independencia de Estonia se logró a raíz de la Guerra de Independencia de Estonia que tuvo lugar entre 1918 y 1920 y finalizó solo cuando, el 2 de febrero de 1920, la Rusia soviética y Estonia firmaron el Tratado de Tartu que garantizó el reconocimiento mutuo.
El 15 de junio de 1920, la Asamblea Constituyente aprobó el borrador de la primera constitución de la República de Estonia, y el 22 de septiembre de 1921, Estonia se convirtió en miembro de la Sociedad de las Naciones.
Tras la entrada en vigor de la segunda constitución de 1924, precedida por un intento de golpe de Estado, la nación vivió un período de inestabilidad política que se prolongó durante una década. En 1934 se produjo un nuevo golpe, esta vez con éxito, tras el cual se estableció un régimen autoritario liderado por Konstantin Päts.
Tras la división en esferas de influencia entre la URSS y Alemania en 1939 con el Pacto Ribbentrop-Mólotov, la URSS propuso a Estonia en septiembre de 1939 firmar un tratado de asistencia mutua y, el 6 de agosto de 1940, tras ser ocupada militarmente, Estonia fue incorporado a la URSS. Estonia recuperó su independencia recién el 20 de agosto de 1991.

## Creación de la República de Estonia
Después de la Revolución de Febrero de 1917 y mientras el proceso de disolución del Imperio ruso estaba en marcha, Estonia fue invadida por el ejército imperial alemán. Cuando la ocupación llegó a su fin, el 24 de febrero de 1918 se proclamó en Tallin el nacimiento de la República Democrática Independiente de Estonia. Los días 21 y 22 de enero (3 y 4 de febrero) de 1918, se celebraron elecciones para nombrar a la Asamblea Constituyente de Estonia.
Tras la retirada de las fuerzas alemanas, la verdadera independencia sólo llegó gracias a la guerra de independencia: el recién formado ejército estonio, liderado por el coronel Johan Laidoner y con el apoyo de los rusos blancos y la flota británica, así como voluntarios suecos y finlandeses, repelió al Ejército Rojo de todo el territorio de Estonia, socavando las intenciones de los bolcheviques de restaurar su autoridad sobre las regiones propiedad del zar.
El 2 de febrero de 1920 se concluyó en Tartu un tratado de paz entre la RSFS de Rusia y Estonia, con el que ambas partes se reconocieron oficialmente: fue el primer tratado internacional firmado por ambos estados.

### Período de 1920 a 1934
El 15 de junio de 1920, la Asamblea Constituyente aprobó el borrador de la primera constitución de la República de Estonia. En el estado se introdujo un principio formal de separación de poderes, pero en realidad el gobierno estaba subordinado al parlamento. Este último también era responsable del nombramiento de jueces constitucionales. En un contexto similar, a pesar de la provisión de instrumentos de democracia directa como los referendos populares, existía un desequilibrio de poder y una extrema inestabilidad del gobierno. De hecho, de 1920 a 1934 se sucedieron 23 ejecutivos: la situación resultó inestable, ni más ni menos que en otros escenarios europeos como Francia, la República de Weimar y Letonia.
En 1921, el nuevo estado recibió reconocimiento internacional, convirtiéndose en miembro de la Sociedad de las Naciones el 22 de septiembre del mismo año.
En diciembre de 1924, los comunistas de Estonia, con el apoyo y la asistencia de la URSS, intentaron dar lugar a un levantamiento armado, que fracasó por la falta de participación de los trabajadores y el apoyo gubernamental del ejército. Después de tal evento, el Partido Comunista fue prohibido y sus participantes perdieron una parte significativa de su influencia política en la sociedad nacional.

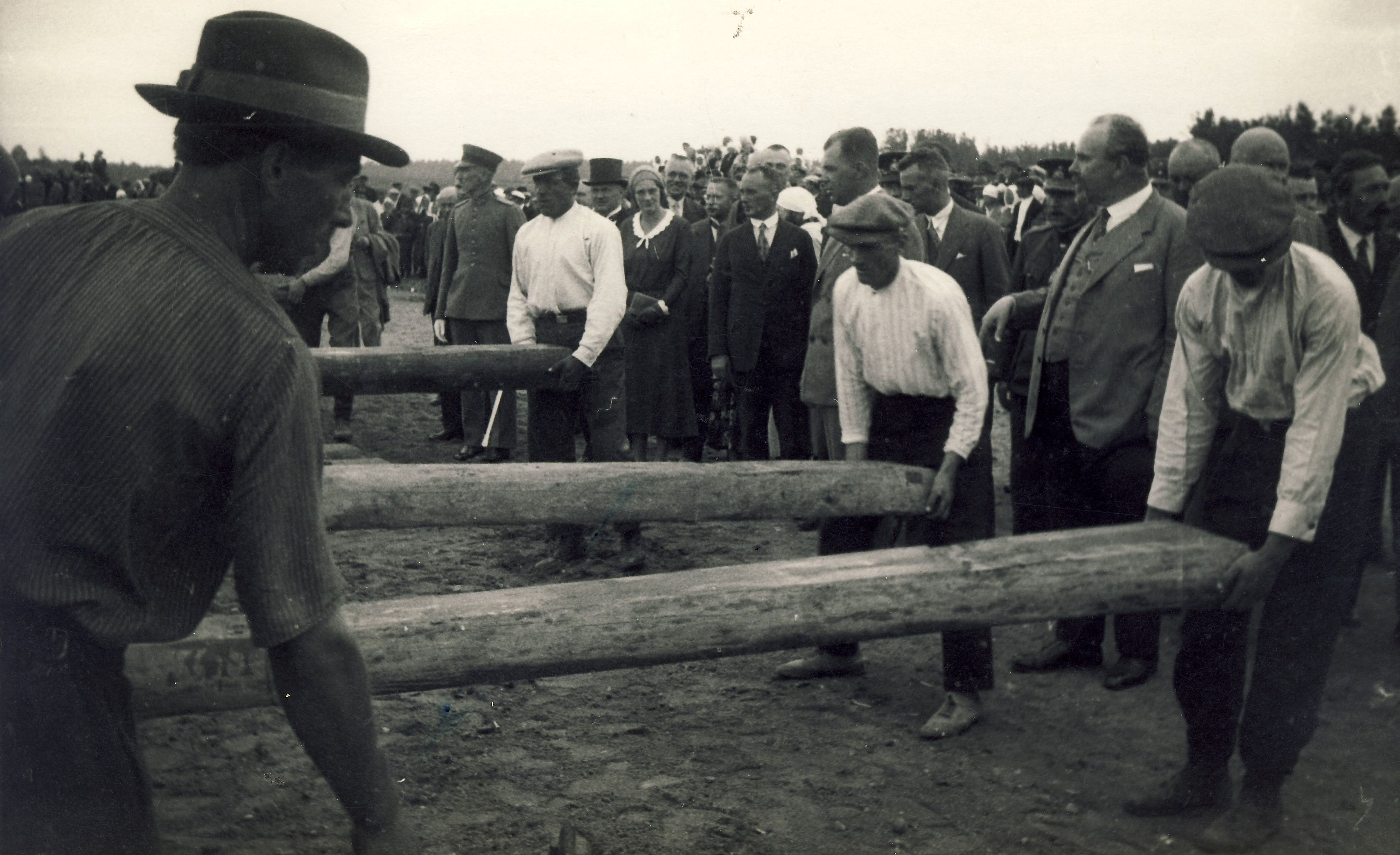
Construcción del ferrocarril en 1928.

La independencia del país generó la necesidad de decidir cómo invertir exactamente los recursos nacionales para abrirse a nuevos mercados. A principios de la década de 1920, la situación financiera del país parecía precaria: el equipamiento de las empresas industriales estaba obsoleto, la calidad de los productos era mala, el país dependía en gran medida de las materias primas importadas y muchas empresas se habían visto obligadas a cerrar durante la guerra. La política económica del gobierno se centró en la industrialización de Estonia y la creación de empresas orientadas a la exportación. Eesti Pank otorgó innumerables préstamos para iniciar nuevos negocios. La economía de Estonia dependía en gran medida del comercio con la URSS y el papel era el principal elemento que llegaba al este.
El crecimiento de la economía fue estimulado por la reforma agraria: las vastas propiedades confiscadas a los alemanes bálticos pasaron a manos de terratenientes y veteranos de la guerra de independencia. Después de la recesión de 1923-1924, el ministro de Finanzas, Otto Strandman, inició una nueva política económica destinada a promover las exportaciones que encontró un obstáculo casi insuperable durante la crisis económica mundial (1929-1933). En 1928, se implementó una reforma monetaria y la corona reemplazó al marco, cuyo tipo estaba vinculado a la libra esterlina. En 1929 se firmó un acuerdo comercial y el 4 de agosto de 1932 un pacto de no agresión entre la República de Estonia y la Unión Soviética.
Con la Gran Depresión aún en curso, la Confederación Estonia de Luchadores por la Libertad (en estonio Vabadussõjalaste Liit, acrónimo EVL y comúnmente conocida como VAPS) entró en la escena política y, en 1933, un referéndum constitucional presentado a propuesta de la misma entidad política permitió limitar el poder legislativo del parlamento, reducir el número de parlamentarios de 100 a 50 y fortalecer el poder del presidente, hasta la posibilidad de que éste vete decisiones parlamentarias. Finalmente, se introdujeron las elecciones presidenciales directas.

## Golpe de Estado de 1934 y régimen de Päts

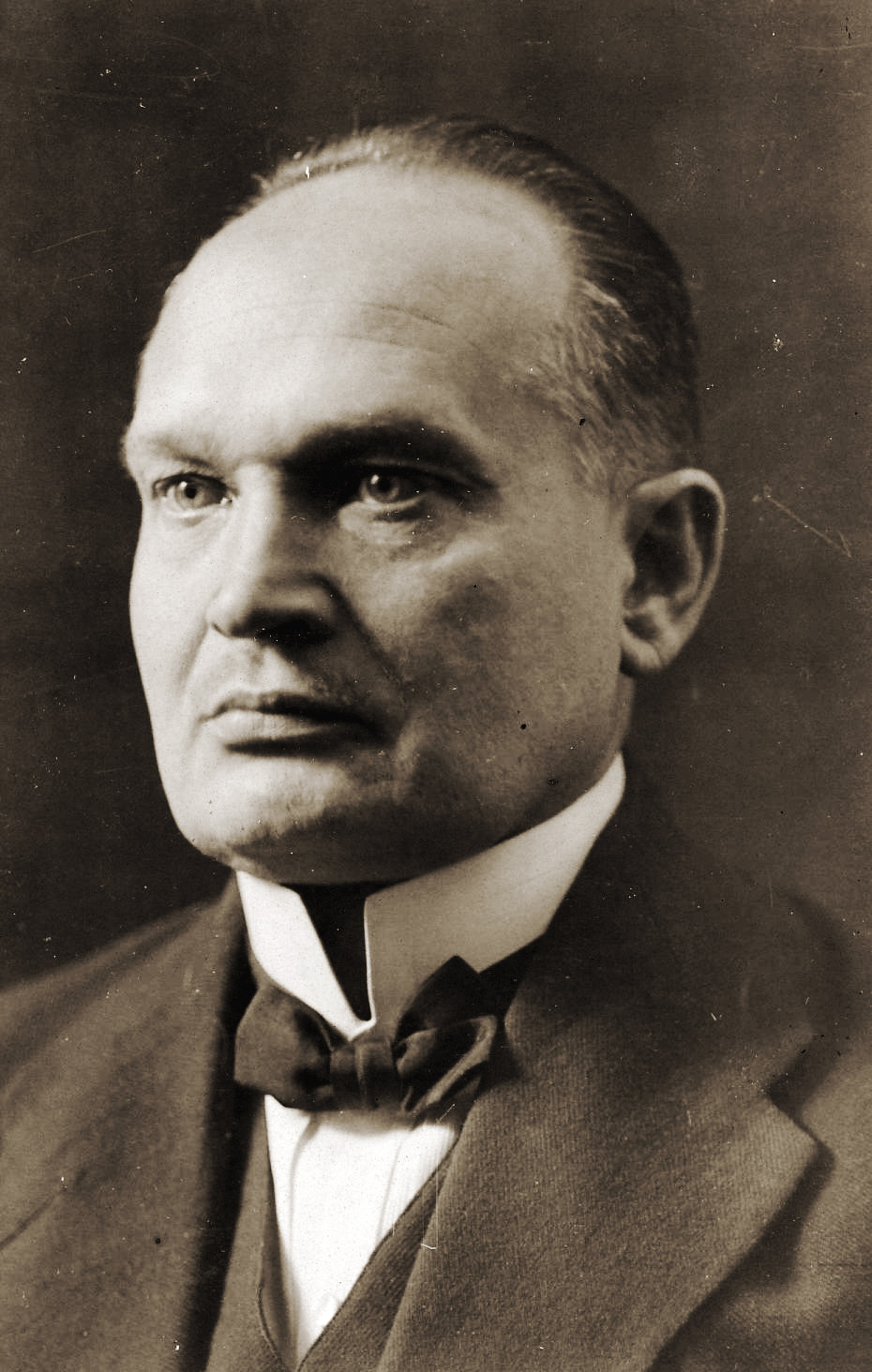
Konstantin Päts, protagonista absoluto en el escenario político estonio de los años treinta.

La segunda constitución entró en vigor en enero de 1934, cuando Konstantin Päts asumió el cargo de primer ministro. Temiendo la inevitable victoria del partido Vaps en las próximas elecciones y explotando los poderes cuasi dictatoriales otorgados por la nueva constitución, el 12 de marzo de 1934, junto con Johan Laidoner, todavía al frente del ejército estonio, dio un golpe de Estado. La primera acción que se tomó tan pronto como el golpe terminó con éxito fue el establecimiento de la ley marcial. Mientras Päts se autoproclamó "protector del estado" (Riigihoidja), la Confederación de Combatientes fue prohibida y alrededor de 400 miembros fueron arrestados. Se cancelaron las fechas de las nuevas elecciones previstas y se ampliaron los poderes del quinto Riigikogu, la legislatura de la asamblea que aprobó el aumento de los poderes de Päts y Laidoner. Sin embargo, fue una provisión de valor temporal, como lo demuestra el hecho de que ya en octubre de 1934 el parlamento se dirigió hacia su disolución.
El período que comenzó, llamado la "era del silencio", se caracterizó por la cancelación gradual de la democracia parlamentaria, el establecimiento de un gobierno autoritario y el fortalecimiento del nacionalismo estonio. En realidad, el país estaba administrado por un triunvirato formado por el presidente (Konstantin Päts), el comandante en jefe del ejército (Johan Laidoner) y el ministro del interior ( Kaarel Eenpalu). En marzo de 1935, se introdujo oficialmente en Estonia un sistema de partido único.
Al mismo tiempo, la economía del país, especialmente su industria, experimentó un período de rápido crecimiento. En la segunda mitad de la década de 1930, la producción industrial comenzó a crecer (hasta un 14% anual). En 1938, el porcentaje de uso de estimaciones en el sector secundario alcanzó el 32%. La participación de los productos industriales en las exportaciones de Estonia aumentó un 36% a finales de la década de 1920 y un 44% a finales de la década de 1930. Nacieron nuevos negocios y se modernizaron las tecnologías de producción. La venta de aceite de esquisto también aumentó significativamente. Las industrias textil, química y alimentaria, metalmecánica, maderera, papelera, de turba y de fosforita eran de gran importancia para la economía del país. La agricultura creció y algunas industrias estuvieron dominadas por capital extranjero.
Los principales socios comerciales fueron  Reino Unido y Alemania, mientras que a fines de la década de 1930, la participación de la URSS en el comercio exterior disminuyó significativamente. Estonia exportaba productos cárnicos, aceite, pescado, huevos, textiles, papel, pulpa, madera contrachapada, aceite de esquisto y gasolina, cemento y vidrio.
La peculiaridad de la economía estonia en la década de 1930 se refería al desarrollo del movimiento cooperativo. En 1939, la Unión Cooperativa de Estonia reunió a más de 3.000 empresas con 284.000 miembros, 200 bancos que atienden a 77.000 clientes (52% de todos los depósitos en el país) y emiten el 51% de todos los préstamos. Las 314 confederaciones lácteas con 32.000 miembros producían el 98% de la mantequilla de Estonia y el 17% de queso.

### Aprobación de una nueva Constitución en 1937 y eventos posteriores
En 1937, la Asamblea Nacional (Rahvuskogu) convocada por Päts aprobó, aunque la oposición había intentado boicotear la ley, la promulgación de una tercera constitución de la República de Estonia, propuesta por el jefe de Estado. La ley básica entró en vigor el 1 de enero de 1938.
De acuerdo con la nueva constitución, el presidente, elegido por un período de 6 años, también se convirtió en jefe de Estado. El presidente recibió el poder de disolver el gobierno y vetar decisiones parlamentarias, así como otros poderes legislativos. Entre estos, en caso de "necesidad y urgencia", podría eludir el proceso normal de elaboración de leyes con decretos presidenciales; en la práctica, Päts había hecho un amplio uso de este instrumento incluso antes de la aprobación de la constitución. La nueva constitución preservó todos los derechos civiles fundamentales, pero sancionó la posibilidad de limitar la libertad de expresión para salvaguardar "la seguridad y la moralidad del estado". La mayoría pasó de 20 a 22 años y se introdujo un sistema parlamentario bicameral: el Parlamento del Estado ( Riigivolikogu ), cuyos miembros permanecieron en el cargo durante 5 años, y el Consejo de Estado ( Riiginõukogu ), integrado por 40 miembros, 10 de los cuales designaron por el presidente. Siguiendo estos pasos, todo rastro del elemento parlamentario desapareció a favor de la figura presidencial. Una de las disposiciones que limitó significativamente la democracia fue la disposición que sancionó la posibilidad de celebrar un referéndum constitucional solo por decisión del presidente. El 24 de abril de 1938, el parlamento eligió a Päts para el cargo de presidente y comenzó a ejercer sus funciones ese mismo día.
En 1938, se crearon "campamentos para vagos" según la definición irónica de los pocos opositores que quedaban al jefe de Estado, es decir, campamentos para el trabajo forzoso de los desempleados. El régimen de trabajo era comparable al penitenciario y una jornada de trabajo era de 12 horas: el período de actividad osciló entre 6 meses y 3 años.
En 1939 había unas 160 asociaciones y empresas alemanas en Estonia que promovían ideas nacionalsocialistas y proalemanas.

## Incorporación de Estonia a la URSS

### Estonia en busca de garantías internacionales
El 7 de junio de 1939, en Berlín, el ministro de Relaciones Exteriores de Estonia, Karl Selter, y el ministro de Relaciones Exteriores de Alemania, Joachim von Ribbentrop, firmaron un pacto de no agresión, que apartó al país de la influencia de Gran Bretaña y Francia y formalizó el protectorado alemán de facto. cláusula secreta, según la cual Estonia estaba obligada a tomar "con el consentimiento de Alemania todas las medidas de seguridad militar necesarias en relación con la Rusia soviética". La duración del tratado era de diez años y se preveía una renovación automática por un nuevo período de diez años a su finalización, con una sola condición de que el tratado dejaría de ser válido en caso de terminación del tratado de no agresión entre Alemania y Letonia, concluyó el mismo día. La neutralidad declarada de Estonia sirvió más tarde para el temor de las dos superpotencias locales, Alemania y la URSS: el enviado del país a Estonia, V. Šumanis, informó el 21 de enero de 1939 en su informe al Ministerio de Relaciones Exteriores de Letonia: "Estonia considera a Rusia el enemigo número uno, tras lo cual sigue Alemania ". Al comentar sobre el empeoramiento de la situación internacional tras el ultimátum alemán a Lituania y la readquisición del territorio de Memel por parte de Alemania, V. Šumanis volvió a señalar que para la élite estonia y el aparato estatal, el enemigo número uno era Rusia, para el pueblo los alemanes. "Tal estado de ánimo, en un momento tan crítico, podría empujar a los estonios a no confrontar a los soviéticos con la suficiente fuerza militar, en caso de que ocurriera tal escenario".
El investigador estonio Magnus Ilmjärv cree que "en 1939, con la actual crisis internacional en Europa, los países bálticos" estaban preocupados por perseguir intereses de política exterior que coincidieran mínimamente con los intereses nacionales. Temiendo la supresión de la propiedad privada por parte de la Unión Soviética, los gobiernos bálticos depositaron todas sus esperanzas en la Alemania nazi como el oponente más creíble del bolchevismo".
Gran Bretaña y Francia prolongaron las negociaciones con la URSS, que exigió garantías a los estados bálticos en caso de agresión. Los países confirmaron su consentimiento a tales garantías solo el 1 de julio, cuando ya se habían firmado los tratados de no agresión con Letonia y Estonia.
Mientras tanto, la situación geopolítica en Europa continuó calentándose: el acuerdo de Múnich de 1938 entre Francia, Gran Bretaña, Alemania e Italia permitió a Alemania invadir las áreas pobladas por alemanes de Checoslovaquia y, a principios de 1939, Alemania anexó el conjunto de Checoslovaquia. La campaña de expansión alemana pronto también afectó a la región del Báltico.
El 23 de agosto de 1939 se firmó el pacto Ribbentrop-Mólotov: contenía un protocolo secreto, hecho público solo después de la derrota de Alemania en 1945, según el cual los estados del norte y este de Europa estaban divididos en dos "esferas de influencia"., un alemán y un soviético: Estonia acabaría en el área de Moscú.

### Después del comienzo de la guerra

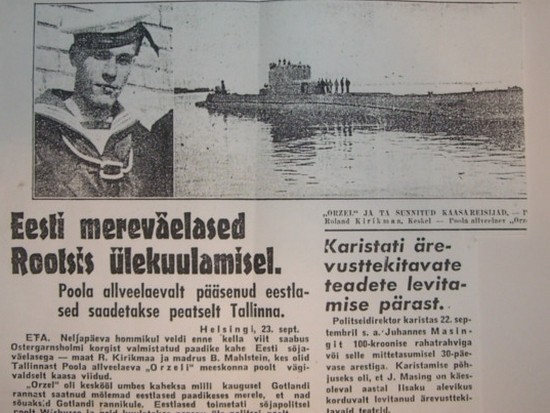
El incidente de Orzeł en la portada del periódico estonio Uus Eesti.

La Segunda Guerra Mundial estalló con la invasión de Polonia, un importante aliado regional de Estonia, por Alemania. El 3 de septiembre de 1939, el Reino Unido, Francia, Australia y Nueva Zelanda declararon la guerra a Alemania . El 14 de septiembre, el submarino polaco ORP Orzeł aterrizó en Tallin, Estonia y cuatro días después ocurrió lo que pasaría a la historia como el incidente de Orzeł: el buque de guerra que enarbolaba la bandera roja y blanca logró escapar del puerto de Tallin, donde fue mantenido bajo la vigilancia de la Armada local y llegó, tras varios altibajos, al Reino Unido. Este episodio fue aprovechado por la Unión Soviética y Alemania para acusar a Estonia de fallar en su declarada neutralidad.

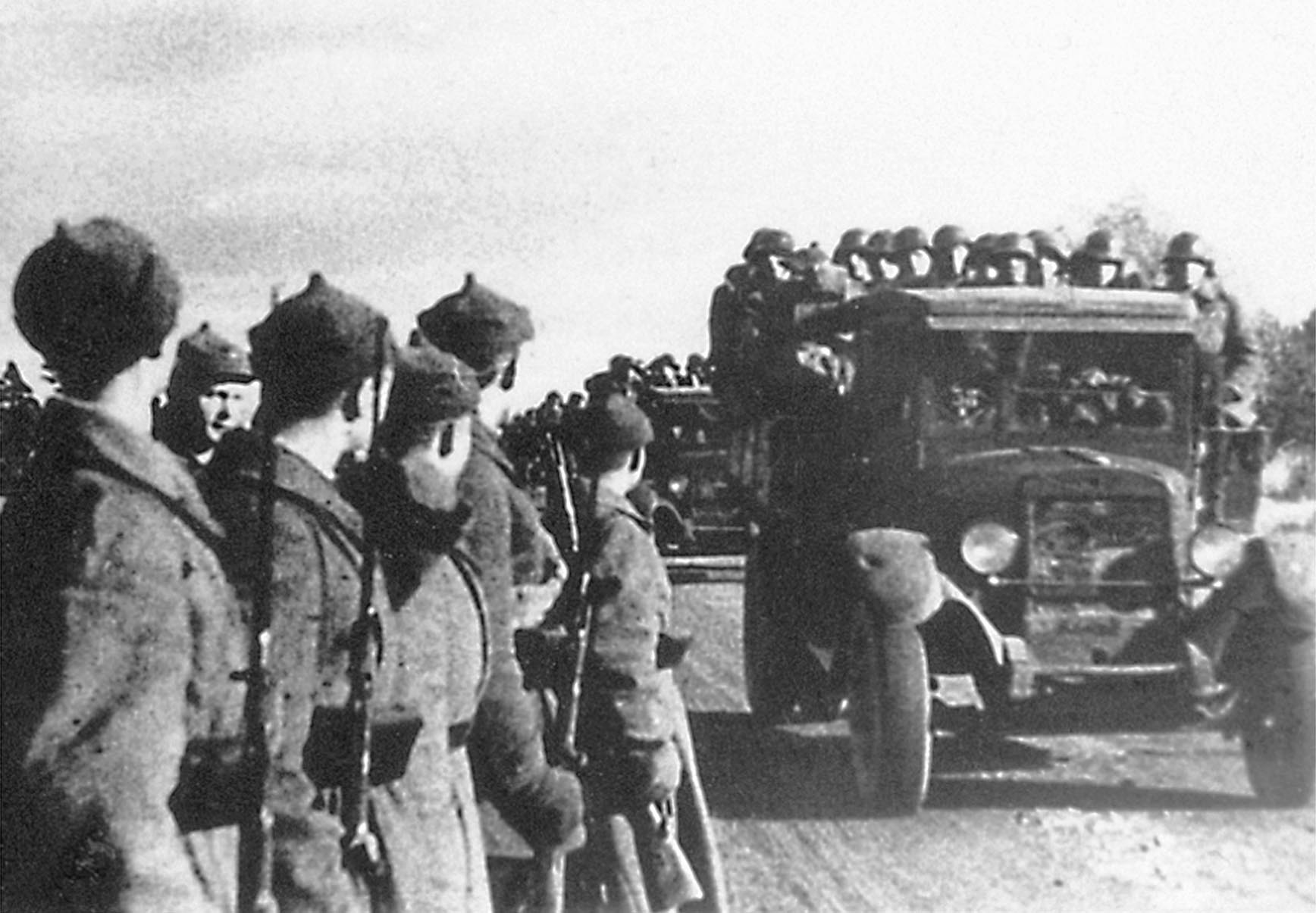
El Ejército Rojo entró en Estonia en 1939, después de que el país báltico se viera obligado a firmar el tratado el 28 de septiembre.

El 24 de septiembre de 1939, cuando la conquista nazi y soviética de Polonia parecía definitiva y pocos días después del incidente de Orzeł, la prensa y la radio de Moscú iniciaron una campaña de propaganda contra Estonia, acusándola de "hostil". Los buques de guerra de la Armada Soviética aparecieron frente a los puertos de Estonia y los bombarderos soviéticos sobrevolaron siniestramente Tallin y el campo circundante. Moscú pidió a Estonia que permitiera a la URSS establecer algunas bases militares, de modo que se 25 000 hombres en suelo estonio durante la guerra. El gobierno de Estonia aceptó el ultimátum de Stalin al firmar el acuerdo correspondiente el 28 de septiembre de 1939. Sin embargo, el contenido del pacto, que tiene una duración de diez años, no debería haber afectado a la soberanía estatal.
Se hicieron solicitudes similares a Finlandia, Letonia y Lituania.
El 14 de junio de 1940, los soviéticos emitieron un ultimátum a Lituania y el bloque militar soviético de Estonia entró en acción cuando la atención del mundo se centró en la conquista de París por parte de la Alemania nazi. Dos bombarderos soviéticos derribaron el avión de pasajeros finlandés " Kaleva " que volaba de Tallin a Helsinki con tres sobres diplomáticos de las embajadas de Estados Unidos en Tallin, Riga y Helsinki. Henry W. Antheil Jr., empleado del Servicio Exterior de los Estados Unidos, murió en el accidente. junto con otros 8 pasajeros, incluidos dos correos diplomáticos franceses y tripulación; el motivo nunca se aclaró, pero entre las hipótesis planteadas estaba la posible presencia a bordo del maletín diplomático de Antheil de futuros planes soviéticos en la región del Báltico preparados por el Estado Mayor estonio.
El 16 de junio de 1940, la Unión Soviética invadió Estonia: el Ejército Rojo se retiró de las bases militares en las que estaba confinado y se mantuvo en compañía de los aproximadamente 90 000 soldados soviéticos adicionales que ingresaron al país. Vjačeslav Molotov había acusado a los estados bálticos de conspirar contra la Unión Soviética y entregó un ultimátum a Estonia para el establecimiento de un gobierno aprobado por los soviéticos. Bajo el pacto Briand-Kellogg, el gobierno estonio prefirió no recurrir a la guerra como medio de resolución, valorando de manera realista la abrumadora superioridad numérica de los soviéticos tanto en las fronteras como dentro del país: por lo tanto, se prefirió no resistir y evitar el derramamiento de sangre.

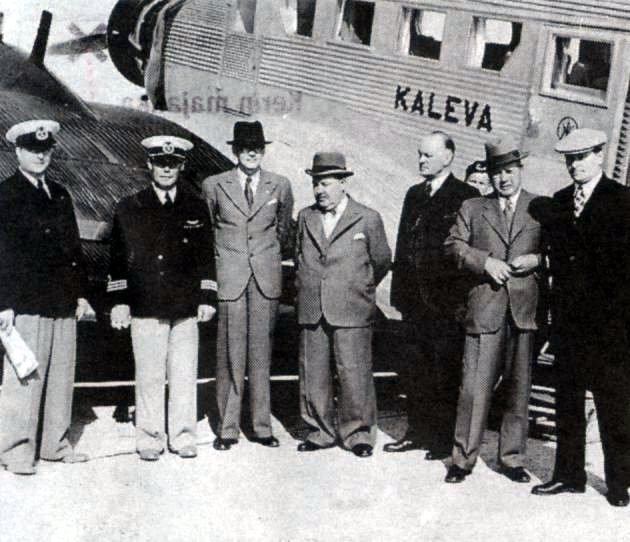
El Kaleva y su tripulación antes del accidente.

El 17 de junio, el día en que Francia se rindió a Alemania, Estonia aceptó el ultimátum y la soberanía de Estonia dejó de existir de facto. La ocupación militar de la república de Estonia se completó el 21 de junio de 1940 y se hizo "oficial" por un golpe de Estado comunista encabezado por las tropas soviéticas.
Después de que se prohibieran las elecciones parlamentarias para nombrar "parlamentos populares", en los que sólo se permitía participar a los comunistas y sus simpatizantes, se formó la RSS de Estonia. El 6 de agosto de 1940, Estonia se incorporó a la URSS a su "propuesta". Tras el paréntesis nazi y una nueva reocupación, la independencia de la nación no se restauró hasta 1990.